# 舞台音響
舞台音響(ぶたいおんきょう)とは、舞台を「音」や「音楽」によって演出すること及びその人のこと。

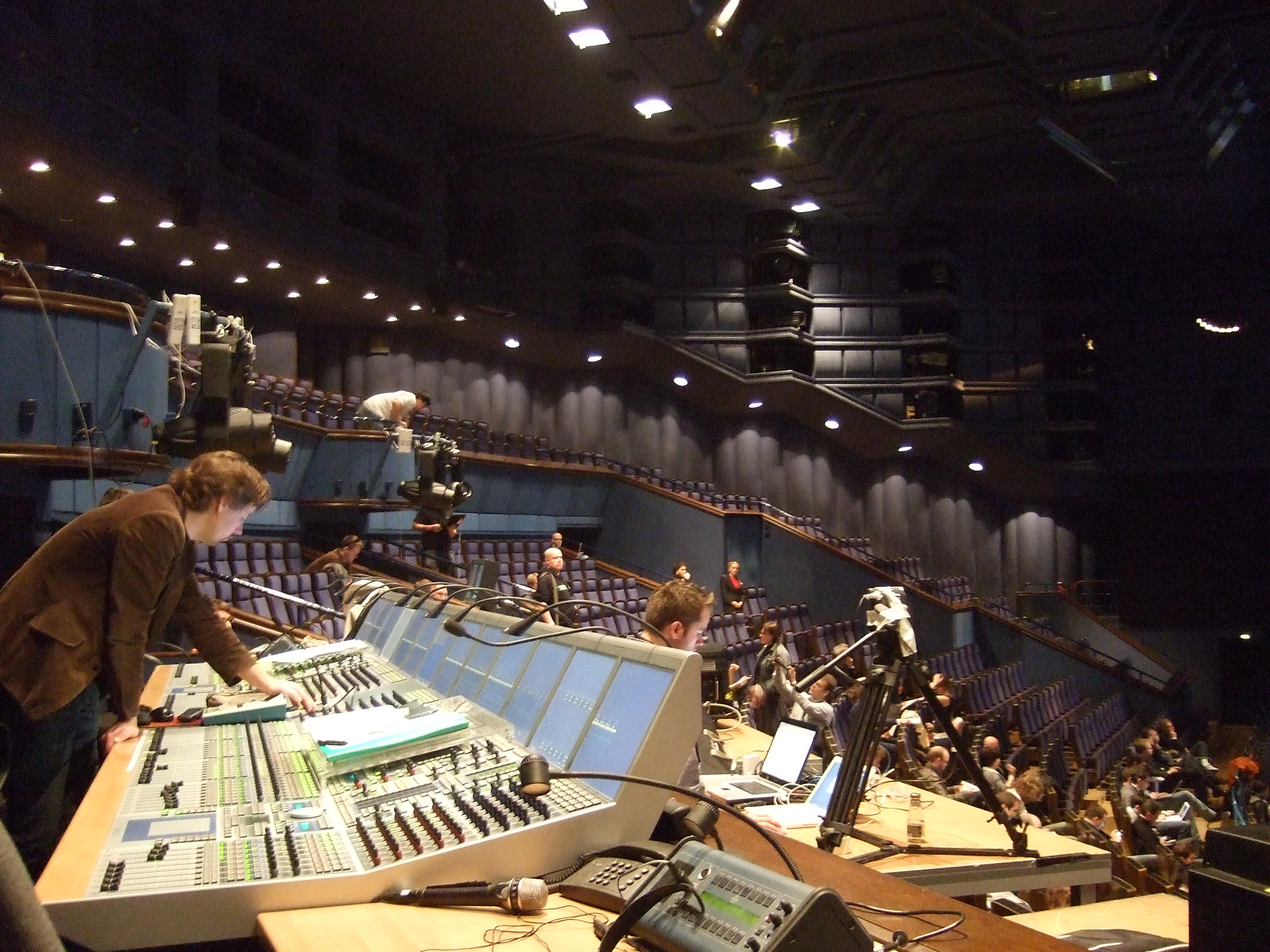
ヨーロッパ最大級劇場のフリードリヒシュタット・パラストのPAブース

## 意味
狭い意味では、演劇やミュージカルなどにおいてシーンに効果音やBGM(バック・グラウンド・ミュージック)を加えること、またはそういった作業をする人(スタッフ)。多く「音響」と言われる。
広い意味では、舞台上において肉声以外の、マイクやミキシング・コンソール、アンプなどを通してスピーカーから流す音に関する事柄全般。コンサート、トークショーなどにおいて、観客に人の声や楽器の音などを放送すること、またはその設備を表すこと。
映画の音響効果、または音響・録音の仕事を「舞台音響」と表現することはまずない。

## 演出としての舞台音響
演劇等の舞台音響は、聴覚効果による演出を具現化するためのものである。ある意図をもって音が入れられ、流され、消されるのが舞台音響であり、役者が発する音も、流される効果音や曲との関係においては音響の範疇といえる。これより後、特に明記がない場合は演劇における舞台音響のことである。

## スタッフとしての舞台音響
1. 音のプランニング、デザインの作業をする人(プランナー・デザイナー)
2. 本番中に機材を操作する人(オペレーター)
3. 音の響きや音響機材の管理、プランナーの技術面の補助を行う人(エンジニア)

の裏方として3つの専門的な範疇が考えられる。作業を分担する場合もあれば、1人で行うこともある。舞台照明や舞台監督の知識があり、兼務する場合も珍しくない。

### プランナー
音を入れるタイミング、入れ方、流している最中の音量、音質、音像、消し方を決めていくのがプランニングの基本である。ただそれだけではなく、プランニングに伴う音の加工・編集、音像定位、移動など、技術的な知識も必要な場合がある。上記のようなことをオペレーターやエンジニアとの共同作業で行う。舞台照明等とコミュニケーションを取る必要が多いセクションでもある。

### オペレーター、エンジニア、PA
オペレーター、エンジニアとしての音響スタッフを、電気的な音響拡声装置を意味するPA(Public Address)と呼ぶときもある。ミキシング・コンソールを中心とした、各々の演奏をまとめ、処理をする仕事を、楽器の演奏者たちと区別して用いることが多い。特にプロにおいてオペレーターはエンジニア的仕事を兼ねることが多い。
オペレーションは、舞台の演出や役者の出来、観客の雰囲気等を考慮しながら、公演の度ごとに最も良い音量等を選択する作業である。音の物理的な性質や機材の音の再現特性を理解していなければ、意図した演出、心地よい空間を構築することができない。特に舞台においては録音と異なり、マイクロフォンとスピーカが近接しているために両者の間で集音と増幅を繰り返して一部または広範な周波数帯で発振現象(ハウリング)を起こすと言う普遍的な問題があるため、仕込みおよび演奏中において機敏に対処する能力が不可欠である。さらに電子楽器やケーブルなどの性質を知らないと、機材が壊れたり、ケーブルから火が出ることもあるため、専門的な知識が必要である。

## 関連団体（外部リンク）
- 一般社団法人 日本舞台音響家協会